# Maternale
Maternale és una pel·lícula italiana per televisió de 1978, que suposà el debut com a directora de Giovanna Gagliardo.

## Argument
Anys 60. A causa de la tensió de la seva relació amb la seva mare, una noia es tanca en un silenci obstinat, mostrant també trastorns alimentaris.

## Repartiment
- Carla Gravina: la made
- Anna Maria Gherardi:
- Marino Masè: el pare
- Francesca Muzio: Teresa
- Benedetta Fantoli:
- Francesco Fantoli:
- Lajos Balázsovits:
- Umberto Silva: el cirurgià
- Stefano Madia:

## Producció
Inspirat en l'experiència de la directora en grups de sensibilització sobre la relació mare-filla, nascuda dins del feminisme dels anys 70, fou sleccionada en la Quinzena dels Realitzadors del 1978.